# بول هاريسون (طبيب)
هو طبيب مبشر أمريكي. يعتبر الدكتور بول هاريسون أحد كبار الإرسالية الأمريكية العربية بعد صموئيل زويمر المنظر والقائد الأساس الإرسالية الأمريكية العربية. كما انه يعتبر واحداً من انشط قادة الإرسالية. وكان لديه تمسك شديد بمبادئ وأهداف الإرسالية حيث قال (ان الهدف من وجودنا في الجزيرة العربية هو ان نجعل من الرجال ونساء مسيحين). كما انه يعتبر أول طبيب من اطباء الارسالية كُتب له ان ينجح في الدخول والوصول إلى داخل شبه الجزيرة العربية وذلك عام 1917

## مولده ودراسته ورحلاته
ولد الدكتور بول هاريسون في عام 1883 بولاية نبراسكا الأمريكية وهي الولاية التي تلقى فيها تعليمه الثانوي والجامعي حيث انه درس في مدرسة سكريبنر ثم انتقل إلى اكاديمية فرانكلن ومن فرانكلن توجه إلى كلية داون وحصل على درجة البكالوريوس في عام 1905 من جامعة نبراسكا لنكولن وتخرج الدكتور بول هاريسون في عام 1908 من كلية الطب بجامعة جونز هابكنز في الولايات المتحدة الأمريكية. وعمل كطبيب مقيم في مستشفى ماساسوستس العام في بوسطن لمدة سنتين، ثم انتقل في عام 1910 إلى البصرة في العراق لدراسة اللغة العربية وذلك لمدة سنتين. وفي عام 1912 انتقل للعمل في محطة الكويت وذلك حتى عام 1913 لينتقل بعدها إلى البحرين. واستمر عملة فيها حتى 1924 وخلال تلك الفترة قام بزيارة ساحل الإمارات العربية المتحدة عدة مرات. وبالإضافة إلى زياراته الإمارات الساحل المتصالح فقد عين هاريسون في عامي 1910-1911 للعمل بالنيابة عن الدكتور شارون توماس في عُمان وقد قام خلالها بجولات عدة في أنحاء عُمان وبعد وفاة الدكتور تومس في عام 1913 عاد هاريسون إلى عُمان قادماَمن الكويت. وفي عام 1924 توجه هاريسون مرة أخرى إلى الكويت ثم عاد في عام 1925 إلى البحرين وعمل هاريسون في عُمان خلال فترة مابين 1928-1938 . ومنذ عام 1941 وحتى عام 1948 انتقل مرة أخرى إلى البحرين ثم تقاعد عن الخدمة في عام 1949 إلا انه عاد من تقاعده إلى البحرين وعمل فيها خلال الفترة 1952-1954

## شخصيته وصفاته
كان بول هاريسون يتمتع بشخصية فذة ودبلوماسية من الطراز الأول وبالرغم من انه لم يتقن اللغة العربية إتقاناً تاماً إلا انه لم يجد صعوبة كبيرة في التفاهم مع الناس. ولقد كان لباسه العربي ولهجته البدوية وتواضعه في علاج الناس ومعاملتهم سبباً في حبهم له وتقديرهم لما يفعله. ويعتبر هاريسون جراحاً ماهراً وكان من اوائل من استخدم مصران الغنم والمواشي في علاج عمليات الفتق المنتشرة في المنطقة بكثرة. كما انه أول من املتك سيارة من منسوبي الارسالية وقدم بها إلى القطيف في عام 1923.

## أعماله ومؤلفاته
كتاب بعنوان (طبيب في الجزيرة العربية) 1940
مقالات طبية عدة حصل من خلالها على درجة زمالة في جمعية الجراحين الأمريكية
كتاب بنعوان وهو أول كتاب له (العرب في ديارهم) 1924

## الاوسمة
وسام قيصر الهند الذهبي من جلالة ملك الهند وذلك عن الخدمات الطبية التي كان يقدمها لرعايا الخليج.. ولقد تسلم هذه الوسام من المعتمد البريطاني في البحرين هيكن بوثام

## وفاته
توفي بول هاريسون في خريف عام 1962